# Dolar Trinidadu a Tobaga
Zákonným platidlem ostrovního karibského státu Trinidadu a Tobaga je dolar. Jeho kód je TTD, běžně se jeho zápis zkracuje symblem $, případně TT$ pro odlišení od jiných světových měn, které se taktéž nazývají dolar. Jeden dolar sestává ze 100 centů.

## Mince a bankovky
V roce 2012 byly v oběhu mince v nominálních hodnotách 5, 10, 25, 50 centů. Na reversní straně všech mincí se objevuje státní znak Trinidadu a Tobaga.
Na aversní straně všech bankovek (1, 5, 10, 20, 50, 100 dolarů) je taktéž vyobrazení státní znak společně s některým ze zdejších ptáků. Na reversní straně je vyobrazena budovy zdejší centrální banky. Bankovka $1 má červenou barvu, $5 zelenou, $10 šedou, $20 fialovou, $50 olivově zelenou a $100 modrou.